# Lijst van voetbalinterlands Azerbeidzjan - Georgië (vrouwen)
Deze lijst van voetbalinterlands is een overzicht van alle officiële voetbalinterlands tussen de nationale vrouwenteams van Azerbeidzjan en Georgië. De landen hebben tot nu toe zes keer tegen elkaar gespeeld.

## Wedstrijden
| № | Plaats   | Datum         | Competitie        | Wedstrijd              | Uitslag |
| - | -------- | ------------- | ----------------- | ---------------------- | ------- |
| 1 | Zabrat   | 28 april 2008 | Vriendschappelijk | Azerbeidzjan − Georgië | 3 − 0   |
| 2 | Roestavi | 16 mei 2009   | Vriendschappelijk | Georgië − Azerbeidzjan | 2 − 2   |
| 3 | Roestavi | 16 maart 2010 | Vriendschappelijk | Georgië − Azerbeidzjan | 0 − 0   |
| 4 | Roestavi | 18 maart 2010 | Vriendschappelijk | Georgië − Azerbeidzjan | 3 − 1   |
| 5 | Tbilisi  | 11 juni 2021  | Vriendschappelijk | Georgië − Azerbeidzjan | 3 − 2   |
| 6 | Tbilisi  | 14 juni 2021  | Vriendschappelijk | Georgië − Azerbeidzjan | 0 − 0   |

## Samenvatting
| Competitie        | Totaal gespeeld | Winst Azerbeidzjan | Gelijk | Winst Georgië | Doelsaldo Azerbeidzjan – Georgië |
| ----------------- | --------------- | ------------------ | ------ | ------------- | -------------------------------- |
| Vriendschappelijk | 6               | 1                  | 3      | 2             | 8 − 8                            |
| Totaal            | 6               | 1                  | 3      | 2             | 8 − 8                            |